# Nocara
Nocara är en ort och kommun i provinsen Cosenza i regionen Kalabrien i Italien. Kommunen hade 363 invånare (2018).